# Försvarsmaktens beredskap
Försvarsmaktens beredskap indelas i grundberedskap och höjd beredskap.
Grundberedskap, för förbanden, styrs av Försvarsmaktens beredskapsorder.
Höjd beredskap intas efter regeringsbeslut (Lagen om höjd beredskap och totalförsvar).

## Grundberedskap
Grundberedskapen innehåller olika beredskapssteg (vit, grön, gul, orange, röd).
Vid upprätthållandet av den territoriella integriteten (TI) prioriteras hemvärnets uppgifter i grundberedskap till att:
- skydda och bevaka prioriterade skyddsobjekt
- lösa IKFN-uppgifter
- skydda och bevaka för Försvarsmakten skyddsvärd verksamhet/objekt.

Uppgifterna uppfylls genom frivillighet, hemvärnsavtal och särskilt tecknade beredskapsavtal.

## Försvarsmaktens beredskapssteg

### VIT
Försvarsmakten ska kontinuerligt kunna analysera omvärlden och upptäcka hot så att beredskapshöjande åtgärder kan vidtas med god förvarning. Operativ, taktisk och territoriell ledning ska kunna verka över tiden i den omfattning som krävs. Avdelade enheter för beredskap ska kunna avvisa kränkningar mot det svenska territoriet samt skydda Försvarsmaktens staber, baser, anläggningar och deras verksamhet.

### GRÖN
Enligt grundberedskap. Ökad handlingsfrihet skapas genom att främst den personella beredskapen utökas vid staber och enheter avdelade för beredskap.

### GUL
Avdelade enheter och resurser ur grundutbildningen samt delar av hemvärnet ska inom 48 timmar ha en utökad förmåga att möta och avvärja kränkningar och säkerhetshot. Försvarsmakten ska även ha en ökad förmåga att övergå till högre beredskapsnivå (mobilisering). Viktiga skyddsobjekt ska kunna skyddas främst i prioriterade områden.

### ORANGE
Avdelade enheter och resurser ur grundutbildningen samt delar av hemvärnet ska inom 48 timmar ha en förstärkt förmåga att möta och avvärja kränkningar och säkerhetshot. Försvarsmakten ska även ha en ökad förmåga att övergå till högre beredskapsnivå (mobilisering). Viktiga skyddsobjekt ska kunna skyddas främst i prioriterade områden.

### RÖD (Tillika GIVAKT)
Beredskapssteget innebär att Försvarsmakten med tillgängliga resurser i insats- och grundorganisationen intar högsta beredskap för att i första hand möta och avvärja kränkningar och säkerhetshot samt förbereda övergång till högre beredskapsnivå (mobilisering).
GIVAKT kan användas vid en oförutsedd händelse och då förberedda stegvisa beredskapshöjningar (GRÖN, GUL, ORANGE) inte hunnit genomföras. GIVAKT kan beordras inom begränsade delar av landet, eller gällande speciell funktion. Försvarsmakten beordrar vid behov de olika beredskapsstegen, varvid GIVAKT intas under beredskapssteg RÖD.

## Höjd beredskap
Vid höjd beredskap eller efter särskilt beslut av regeringen ska hemvärnet inta hemvärnsberedskap. Om Försvarsmakten har gjort framställning om hemvärnsberedskap hos regeringen och landets försvar eller säkerhet kräver att hemvärnet tas i anspråk omedelbart, får Försvarsmakten besluta om hemvärnsberedskap för tiden intill dess att regeringen meddelat beslut i frågan. Hemvärnsberedskap innebär att:
- stabsberedskapen höjs för att förbereda planlagda åtgärder vid hemvärnslarm
- larmning förbereds så att order om inkallelse snabbt kan nå mottagaren
- materielen förbereds, kontrolleras och kompletteras vid behov
- hemvärnssoldaterna ska fullgöra den tjänstgöring som behövs med hänsyn till hemvärnets uppgifter.

## Hemvärnslarm
Hemvärnslarm innebär att alla hemvärnsförband snarast ska gruppera för att lösa sin huvuduppgift.
Hemvärnslarm beordras av ÖB eller C Insats efter det att regeringen/ÖB förordnat om hemvärnsberedskap.
Hemvärnslarm innebär att staber och förband inom fastställd tid är utrustade och grupperade för att lösa sina uppgifter.